# 美男高校地球防衛部HAPPY KISS！
《美男高校地球防衛部HAPPY KISS！》是由STUDIO COMET所製作的日本原創TV動畫，於2018年4月起，於東京電視台等頻道播放。
《美男高校地球防衛部HAPPY KISS！》為《美男高校地球防衛部》系列化後的全新作，監督高松信司與其他主要製作成員與前作相同。承襲前作基礎設定，本作「地球防衛部」五人的配音員皆為初次擔綱主要角色 。

## 故事簡介
就讀「眉難高中」（註：眉難的日文發音同美男）的五人——修善寺鏡太郎、霧島龍馬、和倉七緒、萬座太子、道後一六，是校內社團「地球防衛部」的社員。某日放學後，一如往常地前往澡堂「黑玉湯」泡湯時，遇見了自稱來自魔法王國第一王子——カルルス。カルルス正與弟弟フラヌイ競爭王位繼承權，因此要求鏡太郎一行人組成其「騎士團」，協助他得以繼承王位。
同時，眉難高中的學生會成員——指宿阿多、宇奈月大樹、白骨マーサ，三人同樣被フラヌイ任命為其騎士團成員，並施予他們將人類變成「怪人」的魔力。當有怪人出現時，カルルス則會施以魔力，使防衛部的五人變身與其戰鬥。

## 登場角色

### 防衛部 / カルルス KNIGHT HAPPY KISS!
以校園某間寫有「地球防衛部」看板的社辦作為據點，並由以下五人所組成的社團。實質上為「什麼都不做部」。本作中成為カルルス專屬騎士團的成員，與フラヌイ騎士團「EDEL STEIN」所創造出怪物戰鬥。
修善寺 鏡太郎（しゅぜんじ きょうたろう） / 花之魔法騎士FIORE・KISS
聲 - 下鶴直幸
生日：11月28日，血型：B型，星座：射手座，興趣：午睡、泡澡，喜歡的東西：銅鑼燒、發呆。

眉難高中二年級學生。對任何事都沒幹勁，最喜歡泡澡。好像有在聽話的樣子，實際上什麼都沒聽進去。就讀眉難高中的原因是離家近。個性散漫隨性，喜歡一個人想事情。龍馬、阿多是兒時玩伴。
變身後的代表色為「紅色」，「FIORE」是義大利語中「花」的意思。
霧島 龍馬（きりしま りょうま） / 星之魔法騎士STELLA・KISS
聲 - 小俣凌雅
生日：7月18日，血型：A型，星座：巨蟹座，興趣：照顧人，喜歡的東西：げたんは（鹿耳島特有名產點心）、打掃。

眉難高中二年級學生。
看似能幹，實際上有著無法拒絕他人的個性。被捉弄時的反應十分有趣，經常被七緒玩弄於股掌間。對於兒時玩伴的鏡太郎無法置之不理。
變身後的代表色為「橘色」，「STELLA」是義大利語中「星」的意思。

和倉 七緒（わくら ななお） / 月之魔法騎士LUNA・KISS
聲 - 石井孝英

生日：9月17日，血型：AB型，星座：處女座，興趣：喝茶，喜歡的東西：和菓子、捉弄人。
眉難高中三年級學生。
（姑且）擔任防衛部社長一職。總是給人笑臉盈盈又溫柔的印象，卻又不知為何，任誰都無法抵七緒的要求，有著一種無形的壓力。最喜歡捉弄龍馬。
變身後的代表色為「綠色」，「LUNA」是義大利語中「月」的意思。

萬座 太子（まんざ たいし） / 雪之魔法騎士NEVE・KISS
聲 - 安田陸矢
生日：9月30日，血型：A型，星座：天秤座，興趣：看書，喜歡的東西：講解小知識、藍莓。
眉難高中一年級學生。
宛如會行走的辭典，可以說出許多像老奶奶的智囊袋一般的小知識。雖羨慕一六莽撞的個性，但始終認為智慧才是最為重要的。平時講話彬彬有禮，然而激動時語氣會不小心變得狂暴。
變身後的代表色為「青色」，「NEVE」是義大利語中「雪」的意思。

道後 一六（どうご いちろ） / 宙之魔法騎士SPAZIO・KISS
聲 - 葉山翔太
生日：8月8日，血型：O型，星座：獅子座，興趣：卡牌遊戲，喜歡的東西：一六タルト（愛媛縣特有名產點心）、玩鬧。
眉難高中一年級學生。白骨マーサ是堂表親。
十分熱血，無論何事都使出全力。只要決定的事，在得到結果前絕不放棄。雖頭腦不好，但天生有著強大的行動力為其最大優點。
變身後的代表色為「粉紅色」，「SPAZIO」是義大利語中「宇宙（空間）」的意思。

カルルス・デ・ユターリ・ホニャララ
聲 - 江口拓也
生日：2月4日，血型：O型？，星座：水瓶座，興趣：泡水，喜歡的東西：螃蟹、泡澡。

魔法王國・ホニャラランド的第一王子。フラヌイ的哥哥。
生性樂觀開朗。受命於カモパパ國王，要將地球收為其領地。
平常的外型為黃色的水獺，偶爾會變身成人類的樣子。

### 學生會 / フラヌイ騎士團EDEL STEIN
由學生會長、副會長、書記三人組成三人組。變身後為フラヌイ騎士團，有著讓「自卑的學生」變成怪人的能力，引發許多事件。
指宿 阿多（いぶすき あた） / LITTER・DIAMANT
聲 - 綠川光
生日：6月12日，血型：A型，星座：雙子座，興趣：待在家，喜歡的東西：流水涼麵、努力。

眉難高中二年級學生。學生會長。
無論對自對人都十分嚴格，成績與外表都十分完美，是校內最耀眼的存在。實際上為了在校園收到敬重做了許多努力。認為「怠惰是罪惡」因而對於懶散的鏡太郎懷有敵意。
變身後的代表色為「白色」，「DIAMANT」是德文中「鑽石」的意思。

宇奈月 大樹（うなづき たいじゅ)　 / LITTER・ROSEQUARZ
声 - 鳥海浩輔
生日：12月22日，血型：O型，星座：摩羯座，興趣：邊走邊吃拉麵，喜歡的東西：越光米、觀察。 
眉難高中三年級學生。學生會副會長。
超級帥哥。做什麼都很帥氣，個性十分沉著穩重。不知為何很寵愛阿多。與七緒是同年級的友人。
變身後的代表色為「深粉紅色」，「ROSEQUARZ」是德文中「粉晶」的意思。

白骨マーサ（しらほね マーサ） / LITTER・AMETHYST
声 - 松岡禎丞
生日：11月3日，血型：AB型，星座：巨蠍座，興趣：做點心，喜歡的東西：碳水化合物、拿著手做點心跳舞。 
眉難高中一年級學生。學生會書記。
認為如此完美的自己最適合加入學生會。喜歡製作點心，並親手發給大家的可愛孩子。
實際上是富二代，原本的名字為「白骨孫左衛門（しらほね　まござえもん）」。與現在截然不同的是，幼時體態十分豐腴，因而自卑後努力瘦身。
變身後的代表色為「紫色」，「AMETHYST」是德文中「紫水晶」的意思。

フラヌイ・デ・シャーキン・ホニャララ
声 - 安元洋貴
魔法王國・ホニャラランド的第二王子。カルルス同父異母的弟弟。
和哥哥爭奪王位繼承權。與哥哥不同，個性相當一板一眼。平時外型為青藍色的耳廓狐，偶爾會變身成人類的樣子。
遇見學生會三人後，任命其作為自己的騎士團，並給予三人將人類變為怪人的魔力。

### 怪人
被EDEL STEIN變成怪人的眉難高中學生們。因懷有各式各樣的「自卑感」，而藉機被變成怪人。
越川理（こえかわ おさむ） / 變聲怪人
聲 - 黒田崇矢、村瀬歩（心の声）
第1話登場。
喜屋良便太郎（きやら べんたろう） / 卡通便當怪人
声 - 諏訪部順一
第2話登場。
臼井一（うすい はじめ） / 麵包袋夾怪人
声 - 豊永利行
第3話登場。
米蔵金吾（よねくら きんご） / 寶藏怪人
声 - 子安武人
第4話登場。
筋川骨緒（すじかわ ほねお） / 雞骨怪人
声 - 菅沼久義
第5話登場。
取鳥海夢（しゅちょう かいむ） / 透明傘怪人
声 - 間島淳司
第6話登場。
夏河充実（なつかわ あてざね） / 浮板怪人
声 - 野島裕史
第7話登場。
羅塩大尊（らしお たいそん） / 廣播體操怪人
声 - 阪口大助
第8話登場。
佐井吾郎（さい ごろう） / 骰子怪人
声 - 石田彰
第9話登場。

### ホニャラランド
位於異世界的魔法國度，カルルス與フラヌイ的出身地。
カモパパ王
聲 - 西村知道
ホニャラランド國王。カルルス與フラヌイ的父親。外型為鴨嘴獸。
ワオ大臣
聲 - 速水奨
外型為狐猴的大臣。

## 製作團隊
- 原作 - 馬谷くらり
- 監督・系列構成・音響監督 - 高松信司
- 角色原案 - 宮脇千鶴
- 角色設計 - 宮川知子
- 副角色設計 - むらせまいこ
- 總作畫監督 - 宮川知子、小泉初栄
- 美術監督 - 河合泰利
- 色彩設計 - 津守裕子
- CG監督 - 沼尻勇人
- 攝影監督 - 田中博章
- 編集 - 小島俊彥
- 音樂 - yamazo
- 音樂製作人 - 中村伸一
- 音樂發行 - ポニーキャニオン
- 製作人 - 川原陽子、工藤雅世、渡瀬昌太、杉浦綾香、伊東紀子、吉田健人
- 動畫製作人 - 安藤春香
- 動畫製作- スタジオコメット
- 製作 - 黒玉湯保存会

## 主題曲
片頭曲「絶対最幸☆HAPPY KISS☆」 
作詞 - hotaru / 作曲・編曲 - eba / 歌 - 地球防衛部HK［修善寺鏡太郎（下鶴直幸）、霧島龍馬（小俣凌雅）、和倉七緒（石井孝英）、万座太子（安田陸矢）、道後一六（葉山翔太）］
片尾曲「我ら気高きエーデルシュタイン!!」 
作詞 - hotaru / 作曲・編曲 - 園田健太郎 / 歌 - 地球征服部ES［指宿阿多（緑川光）、宇奈月大樹（鳥海浩輔）、白骨マーサ（松岡禎丞）］
劇中插入曲「HAPPY READY??????」
作詞 - hotaru / 作曲・編曲 - yamazo / 歌 - 地球防衛部HK［修善寺鏡太郎（下鶴直幸）、霧島龍馬（小俣凌雅）、和倉七緒（石井孝英）、万座太子（安田陸矢）、道後一六（葉山翔太）］

## 各話標題
| 集數   | 標題                    | 劇本       | 分鏡       | 演出       | 作畫監督                                                                   | 總作畫監督        |
| ------ | ----------------------- | ---------- | ---------- | ---------- | -------------------------------------------------------------------------- | ----------------- |
| 第1話  | HAPPY!KISSは突然に      | 横川松     | 高松信司   | 徐恵眞     | 関根千奈未、高橋敦子                                                       | 宮川知子          |
| 第2話  | HAPPYのレシピ           | 横川松     | 葛谷直行   | 葛谷直行   | 加藤壮                                                                     | 小泉初栄          |
| 第3話  | HAPPYアイスクリーム     | 金杉弘子   | 三沢伸     | 前園文夫   | 相原理沙、漢人寛子、菅原浩喜                                               | 宮川知子          |
| 第4話  | 素晴らしきかなHAPPY     | 高橋ナツコ | 濁川敦     | 濁川敦     | 白川茉莉、岡田由紀子、志水よしこ                                           | 小泉初栄          |
| 第5話  | HAPPYに美しく           | 金杉弘子   | 宇根信也   | 宇根信也   | 関根千奈未                                                                 | 宮川知子          |
| 第6話  | HAPPYアイデンティティー | 大草芳樹   | 島崎奈々子 | 島崎奈々子 | 加藤壮                                                                     | 小泉初栄          |
| 第7話  | バタアシHAPPY           | 金杉弘子   | 葛谷直行   | 葛谷直行   | 高橋はつみ、藤田まり子                                                     | 宮川知子          |
| 第8話  | HAPPYエンドレスサマー   | 高木聖子   | 喜多谷充   | 秦義人     | 相原理沙、漢人寛子、菅原浩喜                                               | 小泉初栄          |
| 第9話  | HAPPYダイス             | 高橋ナツコ | 大久保政雄 | 徐恵眞     | 飯田清貴、福田瑞穂、高橋敦子                                               | 宮川知子          |
| 第10話 | HAPPYオールドメン       | 大草芳樹   | 濁川敦     | 濁川敦     | 白川茉莉、塚本歩、杉山友美 川上遥、松本淑恵、小林雅和 染谷友梨花、飯飼一幸 | 小泉初栄          |
| 第11話 | あと1センチのHAPPY      | 金杉弘子   | 高松信司   | 宇根信也   | 加藤壮                                                                     | 宮川知子          |
| 第12話 | いつも心にHAPPYを       | 高橋ナツコ | 高松信司   | 島崎奈々子 | 高橋はつみ、関根千奈未                                                     | 小泉初栄 宮川知子 |

## 放送局
| 放送期間               | 放送時間                     | 放送局     | 対象地域   | 備考                      |
| ---------------------- | ---------------------------- | ---------- | ---------- | ------------------------- |
| 2018年4月9日 - 7月2日  | 月曜 1:35 - 2:05（日曜深夜） | テレビ東京 | 関東広域圏 |                           |
| 2018年4月12日 - 7月5日 | 木曜 3:10 - 3:40（水曜深夜） | テレビ大阪 | 大阪府     | 第10話は最速放送。        |
| 2018年4月13日 - 7月6日 | 金曜 0:00 - 0:30（木曜深夜） | AT-X       | 日本全域   | CS放送 / リピート放送あり |

| 配信期間               | 配信時間        | 配信サイト              |
| ---------------------- | --------------- | ----------------------- |
| 2018年4月12日 - 7月5日 | 木曜 12:00 更新 | dアニメストア           |
| 2018年4月16日 - 7月9日 | 月曜 0:00 更新  | ニコニコ生放送 あにてれ |
|                        | 月曜 0:30 更新  | ニコニコチャンネル      |
|                        | 月曜 12:00 更新 | U-NEXT アニメ放題       |

## BD/DVD
| 巻數 | 發售日         | 收錄集數        | 規格編號   | 規格編號   |
| 巻數 | 發售日         | 收錄集數        | BD         | DVD        |
| ---- | -------------- | --------------- | ---------- | ---------- |
| 1    | 2018年6月20日  | 第1話 - 第2話   | PCXG-50591 | PCBG-53161 |
| 2    | 2018年7月18日  | 第3話 - 第5話   | PCXG-50592 | PCBG-53162 |
| 3    | 2018年8月17日  | 第5話 - 第6話   | PCXG-50593 | PCBG-53163 |
| 4    | 2018年9月19日  | 第7話 - 第8話   | PCXG-50594 | PCBG-53164 |
| 5    | 2018年10月17日 | 第9話 - 第10話  | PCXG-50595 | PCBG-53165 |
| 6    | 2018年11月21日 | 第11話 - 第12話 | PCXG-50596 | PCBG-53166 |

## 衍伸節目
『美男高校地球防衛部HAPPY KISS!生放送〜ハッピーな魔法をお届け！〜』（簡稱：ハピナマ！）2018年2月26日起，由防衛部配音員五人主持，於直播平台LINE LIVE等平台不定期放送。
『美男高校地球防衛部RADIO HAPPY KISS!』2018年4月8日起，由防衛部配音員五人主持，於RADIO大阪每周放送廣播節目。

## 外部連結
- 「美男高校地球防衛部HAPPY KISS!」公式サイト （页面存档备份，存于）
- 美男高校地球防衛部HAPPY KISS! テレビ東京アニメ公式 （页面存档备份，存于）
- 美男高校地球防衛部シリーズ公式的X（前Twitter）